# Slavko Pregl

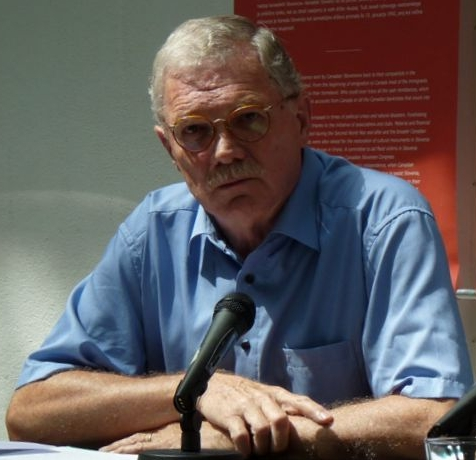
Slavko Pregl (2012)

Slavko Pregl (* 9. September 1945 in Ljubljana, Jugoslawien) ist ein slowenischer Schriftsteller, Verleger und Redakteur.

## Leben und Werk
Pregl studierte Betriebswirtschaft an der Universität Ljubljana. Nach dem Studium war er Chefredakteur der Zeitschrift Mladina und arbeitete anschließend in verschiedenen Stellungen beim Verlag Mladinska knjiga. Anschließend leitete er seinen eigenen Verlag EWO. Für seine Verdienste auf dem Gebiet des Verlagswesens erhielt er 2007 den Schwentner-Preis. Von 2009 bis 2012 war er Leiter der Öffentlichen Slowenischen Buchagentur (JAK), von 2007 bis 2008 Präsident des Slowenischen Schriftstellerverbands. Außerdem war er Präsident des Verbands slowenischer Verleger und des Vereins Bralna značka („Leseabzeichen“) zur Förderung der Lesekulter bei Kindern und Jugendlichen.
Pregl ist ein bekannter Autor von Kinderliteratur, seine Bibliographie zählt über 50 Bücher. Thematischer Schwerpunkt seiner Kinderbücher sind eine unkomplizierte Kindheit bzw. Jugend, die von Abenteuer und Komik geprägt ist. Sein Buch Geniji v kratkih hlačah („Genies in kurzen Hosen“) wurde zu einer Fernsehserie verarbeitet und zählt zu seinen bekanntesten Werken. Pregl verfasste davon ausgehend zwei weitere Werke, die eine „Genie-Trilogie“ bilden.
Für seine Werke erhielt er einige Auszeichnungen, u. a. 1978 den Levstik-Preis, 2010 den Župančič-Preis und 2016 den russischen Preis Premija Jugra. 2010 wurde er in die IBBY-Ehrenliste aufgenommen.